# All Japan Indoor Tennis Championships 2013
L'All Japan Indoor Tennis Championships 2013 è stato un torneo di tennis facente parte della categoria ATP Challenger Tour nell'ambito dell'ATP Challenger Tour 2013. È stata la 17ª edizione del torneo che si è giocata a Kyoto in Giappone dal 4 al 10 marzo 2013 su campi in sintetico e aveva un montepremi di $35,000+H .

## Partecipanti singolare

### Teste di serie
| Nazionalità | Giocatore         | Ranking* | Testa di serie |
| ----------- | ----------------- | -------- | -------------- |
| Giappone    | Yūichi Sugita     | 137      | 1              |
| Svizzera    | Marco Chiudinelli | 143      | 2              |
| Cina        | Zhang Ze          | 162      | 3              |
| Australia   | John Millman      | 165      | 4              |
| Giappone    | Hiroki Moriya     | 176      | 5              |
| Polonia     | Michał Przysiężny | 178      | 6              |
| Germania    | Peter Gojowczyk   | 185      | 7              |
| Germania    | Dominik Meffert   | 194      | 8              |

- Ranking al 25 febbraio 2013.

### Altri partecipanti
Giocatori che hanno ricevuto una wild card:
- Takuto Niki
- Masato Shiga
- Kento Takeuchi
- Yasutaka Uchiyama

Giocatori che sono passati dalle qualificazioni:
- Hiroki Kondo
- Toshihide Matsui
- Adrian Sikora
- Michael Venus

## Partecipanti doppio

### Teste di serie
| Nazionalità   | Giocatore        | Nazionalità   | Giocatore      | Ranking* | Testa di serie |
| ------------- | ---------------- | ------------- | -------------- | -------- | -------------- |
| India         | Purav Raja       | India         | Divij Sharan   | 281      | 1              |
| Australia     | Chris Guccion    | Australia     | Matt Reid      | 375      | 2              |
| Nuova Zelanda | Artem Sitak      | Nuova Zelanda | Jose Statham   | 465      | 3              |
| Taipei cinese | Hsieh Cheng-peng | Taipei cinese | Yang Tsung-hua | 492      | 4              |

- Ranking al 25 febbraio 2013.

### Altri partecipanti
Coppie che hanno ricevuto una wild card:
- Sho Katayama /  Bumpei Sato
- Hiroki Kondo /  Hiroki Moriya
- Kento Takeuchi /  Kaichi Uchida

Coppie che hanno ricevuto un entry come alternate:
- Hiroyasu Ehara /  Shuichi Sekiguchi
- Yuichi Ito /  Takuto Niki

## Vincitori

### Singolare
John Millman ha battuto in finale  Marco Chiudinelli con il punteggio di 4–6, 6–4, 7–6(2)

### Doppio
Purav Raja /  Divij Sharan hanno battuto in finale  Chris Guccione /  Matt Reid con il punteggio di 6–4, 7–5